# Сират-Карангит
Сира́т-Каранги́т (также Вакуф-Джамбулду, Джанболду (вакуф); укр. Сират-Карангит) — исчезнувшее село в Джанкойском районе Республики Крым, располагавшееся в центральной частие района, в степном Крыму, примерно в 1 км к юго-западу от современного села Рысаково.

## История
Впервые в исторических документах деревня Джанболду (вакуф) встречается в Статистическом справочнике Таврической губернии 1915 года, согласно которому в селении Александровской волости Перекопского уезда числилось 7 дворов (все дворы безземельные) с татарским населением в количестве 8 человек приписных жителей и 36 — «посторонних», из которых 27 мужчин и 17 женщин. Жители землёй не владели, в хозяйствах имелось 24 лошади и 5 коров.
После установления в Крыму Советской власти, по постановлению Крымревкома от 8 января 1921 года № 206 «Об изменении административных границ» была упразднена волостная система и в составе Джанкойского уезда (преобразованного из Перекопского) был создан Джанкойский район. В 1922 году уезды преобразовали в округа, тогда же, на карте Крымского статистического управления 1922 года, впервые встречается название Сират-Карангит. 11 октября 1923 года, согласно постановлению ВЦИК, в административное деление Крымской АССР были внесены изменения, в результате которых округа были ликвидированы, основной административной единицей стал Джанкойский район и село включили в его состав. Согласно Списку населённых пунктов Крымской АССР по Всесоюзной переписи 17 декабря 1926 года, в селе Джанболду (вакуф), Кадыкойского сельсовета Джанкойского района, числилось 13 дворов, все крестьянские, население составляло 54 человека, из них 30 немцев, 22 татарина и 1 украинец. Постановлением Президиума КрымЦИКа «Об образовании новой административной территориальной сети Крымской АССР» от 26 января 1935 года был создан немецкий национальный (лишённый статуса национального постановлением Оргбюро ЦК КПСС от 20 февраля 1939 года) Тельманский район (переименованный указом ВС РСФСР № 621/6 от 14 декабря 1944 года в Красногвардейский) и село включили в его состав.
Вскоре после начала Великой Отечественной войны, 18 августа 1941 года крымские немцы были выселены, сначала в Ставропольский край, а затем в Сибирь и северный Казахстан. В последний раз название Сират-Карангит встречается на двухкилометровке РККА 1942 года (на километровой карте Генштаба Красной армии 1941 года, в которой за картооснову, в основном, были взяты топографические карты Крыма масштаба 1:84000 1920 года и 1:21000 1912 года — Вакуф-Джамбулду). Дальнейшая судьба села пока не установлена.